# Exemplum in Memoriam Kwangju
Exemplum in Memoriam Kwangju (Kwangjuyeo Yeongwonhi) is een compositie van de Zuid-Koreaanse componist Isang Yun.
Yun schreef het werk ter nagedachtenis van het bloedbad van Gwangju. Dat was een reactie van het Koreaans regime op een studentenopstand in Gwangju waarbij talloze doden en gewonden te betreuren waren. Yun was zelf al in de jaren zestig opgepakt en met een schijnproces veroordeeld tot levenslange gevangenisstraf. Internationale protesten leiden een soort gratie; hij vertrok naar Duitsland, alwaar hij in 1971 werd genaturaliseerd. De opstand noopte Yun in 1980 te reageren met een exempel voor groot symfonieorkest. Hij schreef het als monument als een weeklacht voor de slachtoffers van oppressie en een stimulans om in opstand te komen voor vrijheid. Yun zag de gebeurtenissen via de Duitse televisie. Hij schreef het naar aanleiding van een opdracht van de WDR.
Het werk ging in première op 8 mei 1981 in Keulen, door het Keuls Radiosymfonieorkest onder leiding van Hiroshi Wakasugi. Een opname werd in 2002 vrijgegeven door het Duitse platenlabel CPO; de opnamen werden in oktober 1987 gemaakt in de Noord-Koreaanse hoofdstad Pyongyang, door het staatsorkest aldaar onder leiding van Byung-Hwa Kim. Voor die opnamen was al eerder uitgevoerd in Noord-Korea en Canada (Charles Dutoit en het  Orchestre Symphonique de Montréal). Later volgden nog uitvoeringen in Japan. Pas in 1994 bereikte het Zuid-Korea met uitvoering in een reeks concerten gewijd aan Yun. In 1995 overleed de componist in Berlijn.
Het werk is doorgecomponeerd, maar valt in drie secties uiteen. Het eerste deel geeft het begin van de opstand weer en het neerslaan van de opstand. Deel twee haalt het rouwen aan om de slachtoffers; deel drie is de oproep voor strijd tegen onderdrukking. 
Orkestratie:
- 3 dwarsfluiten (I ook piccolo), 3 hobo’s,  3 klarinetten, 3 fagotten
- 4 hoorns, 4 trompetten, 4 trombones, 1 tuba
- pauken, 3 man/vrouw percussie
- violen, altviolen, celli, contrabassen